# Попытка государственного переворота в Боливии (2024)
Попытка государственного переворота в Боливии — события, произошедшие 26 июня 2024 года с целью захвата власти в Боливии.

## Предыстория
25 июня, за день до попытки государственного переворота, генерал Хуан Хосе Суньига, командующий армией, был освобожден от должности в связи с заявлениями, которые он сделал против бывшего президента Эво Моралеса.

## Ход событий
26 июня боливийское телевидение показало видео с двумя танками и несколькими военными на площади Мурильо перед президентским дворцом в Ла-Пасе. Государственное информационное агентство ABI сообщило, что военный переворот начался примерно в 14:30 по местному времени. Эво Моралес сообщил, что группа специального полка Мендеса Аркоса Чаллапата с помощью снайперов захватила площадь Мурильо. По сообщениям Би-би-си, ворота президентского дворца были протаранены бронированной машиной, а солдаты штурмовали внутреннюю часть здания. В телерепортаже было показано, как Арсе противостоит Суньиге в коридоре Президентского дворца, говоря ему: «Я ваш капитан, и я приказываю вам вывести своих солдат, и я не допущу этого неповиновения».
Суньига был на площади. Газета El Deber сообщила, что он сказал журналистам, что собирается «спасти родину» и «вернуть страну». Суньига выступил по местному телевидению с заявлением, в котором говорилось: «Трое командующих вооруженными силами пришли, чтобы выразить нашу тревогу. Будет новый кабинет министров, конечно, всё изменится, но наша страна больше не может так продолжать». Он добавил, что «политические заключённые», в том числе бывший президент Жанин Аньес, будут освобождены. 
Группа протестующих окружила несколько улиц, ведущих к площади Мурильо, скандируя лозунги в поддержку правительства Арсе. Военные применили газ для борьбы с беспорядками. Боливийский рабочий центр, главная федерация профсоюзов Боливии, осудил попытку переворота и объявил о немедленной и бессрочной забастовке.
Во время попытки переворота Арсе объявил о назначении новых глав боливийской армии, военно-морского флота и военно-воздушных сил, заявив, что войска, восставшие против него, «пачкают форму». Новым главнокомандующим армией он назначил Хосе Уилсона Санчеса, который приказал всем войскам, участвовавшим в перевороте, вернуться в свои казармы. Вскоре после этого войска и бронетехника покинули президентский дворец.
Генерал Суньига был арестован. При аресте он заявил, что якобы действовал по согласованию с президентом Арсе, для «увеличения популярности» последнего; министр юстиции Боливии назвал это утверждение ложью.

## Реакция
Президент Арсе в своем публичном заявлении призвал к «уважению демократии». Бывший президент Моралес также выступил с публичным заявлением, осуждающим попытку переворота. 
Бывший президент Жанин Аньес, которая в настоящее время находится в заключении, заявила об осуждении использования силы и призвала избирателей сменить руководство страны на очередных выборах.